# برنز لیک
برنز لیک (به انگلیسی: Burns Lake) یک منطقهٔ مسکونی در کانادا است که در منطقه بولکلی نچاکو واقع شده‌است. برنز لیک ۶٫۵۹ کیلومتر مربع مساحت و ۱٬۷۷۹ نفر جمعیت دارد و ۷۲۰ متر بالاتر از سطح دریا واقع شده‌است.